# Пукино
Пукино — деревня в Невельском районе Псковской области России. Входит в состав сельского поселения «Ивановская волость».
Находится в 10 км к юго-востоку от волостного центра, деревни Иваново.

## Население
Численность населения деревни на конец 2000 года составляла 5 жителей.